# Westernové ježdění

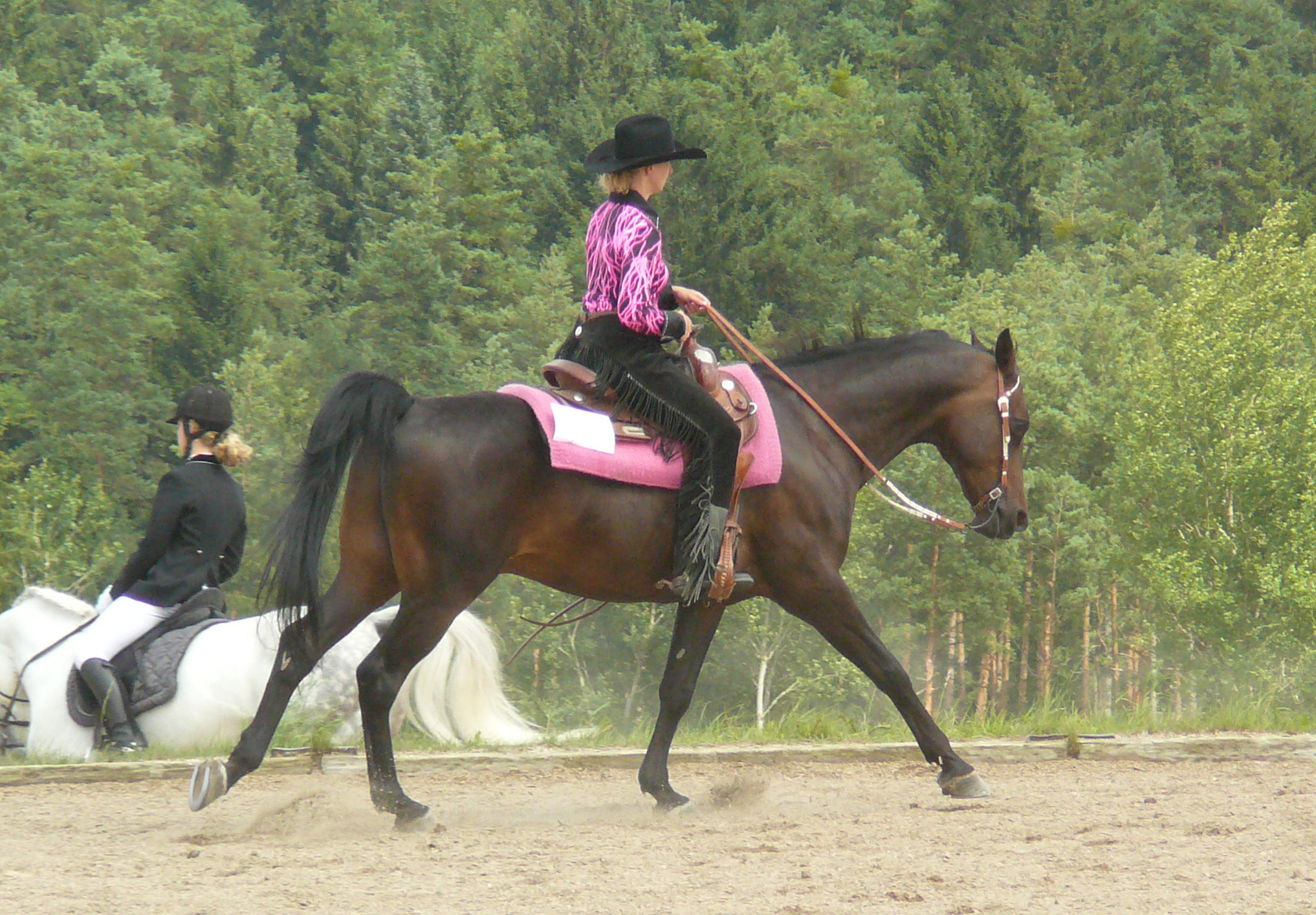
jezdec a kůň – sladěná sportovní dvojice

Westernové jezdění vzniklo praktickou potřebou obratnosti kovbojů na koních na dobytkářských rančích v USA. Ti mezi sebou soutěžili, kdo je lepší, obratnější, rychlejší. Dnes je sportem, uměním předváděným pro diváky na celém světě. Původní rodea dnes doplňují další druhy westernových disciplín.

## Disciplíny

### Disciplíny zaměřené na přijezděnost a ovladatelnost koně

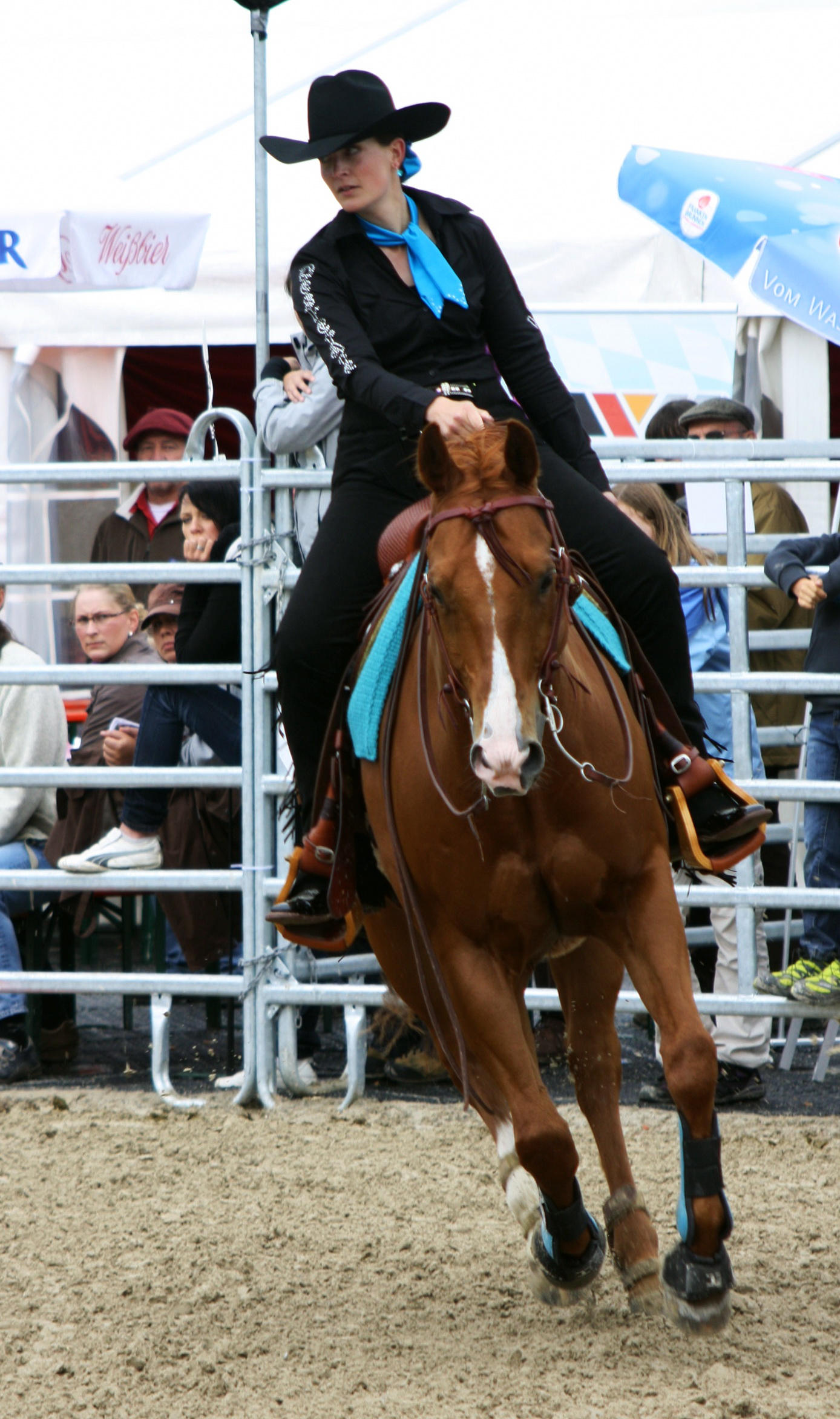
soutěžní dvojice při reiningu

#### Reining
Jde o westernovou formu drezury, ve které musí jezdec prokázat plnou kontrolu nad pohyby koně. Jezdci vjíždí do arény samostatně, v předepsaném chodu a provést co nejpřesněji všechny zadané úlohy v daném pořadí. Ideální kůň pro reining by měl ochotně reagovat na neznatelné pobídky a nechat se jezdcem plně ovládat.
- Úloha obsahuje následující prvky: chůze do kolbiště, sliding stop, spin, rollback, kruhy, couvání, prodleva, přeskok, cval středem a cval kolem kolbiště

#### Freestyle reining
Pro tuto soutěž jsou pravidla téměř stejná jako u reiningu. Freestyle reining poskytuje možnost tvořivě využít prvky reiningu a hudby, která je povinná, k vytvoření vlastní choreografie. Oblečení pro jezdce není nijak omezeno a většina soutěžících se oblékne do kostýmu, který pomůže zaujmout porotu. Uzdění pro koně není předepsáno a k vidění je i jízda bez jakékoli výstroje. Celé vystoupení je omezeno časovým limitem 4 minuty.
- Povinné cviky: minimálně 4 po sobě následující spiny vpravo, minimálně 4 po sobě jdoucí spiny vlevo, minimálně 3 stopy, minimálně 1 přeskok zleva doprava a minimálně 1 přeskok zprava doleva

#### Western pleasure
Druh westernových soutěží, v nichž se hodnotí zejména přijezděnost koně. Hlavním ukazatelem je kvalita pohybu a shromážděnost chodů. Disciplína western pleasure probíhá tak, že rozhodčí pozve do arény více jezdců, kteří jezdí podle jeho pokynů v kroku, klusu a cvalu na obě ruce. Hodnotí se klidné chování koně, rychlost jeho reakcí na jezdcovy pomůcky v přechodech. Negativně se hodnotí příliš rychlé tempo, vysoké nesení hlavy, nepravidelné a nepohodlné chody. Pozitivně se hodnotí dobře shromážděný kůň s plynulým krokem rozumné délky. Kůň by měl nést krk i hlavu uvolněně v přirozené poloze, je veden jezdcem na rozumně volných otěžích s lehkým kontaktem udidla a pod kontrolou.

#### Trail
Posuzuje se práce koně na překážkách (s nimiž se setkává při práci na ranči) s důrazem na chování, reakce na pobídky jezdce a kvality chodu. Každá dvojice soutěží samostatně. Zvláště se oceňuje styl a určitý stupeň rychlosti zdolání překážek za předpokladu zachování opatrnosti, schopnosti koní vybrat cestu trasou a ochotnosti reakce na jezdcovy pokyny u obtížnějších překážek. Trasa trailu je připravena tak, aby kůň musel mezi překážkami jako součást práce předvést všechny tři chody.
- Povinné překážky: otevření, projetí a uzavření branky; jízda přes nejméně čtyři tyče nebo kavalety; překážky pro couvání
- Volitelné překážky: vodní příkop, slalomové překážky, přenášení předmětu, jízda přes dřevěný most, oblečení a svlečení pláště proti dešti, vybrání a vložení materiálu do poštovní schránky, boční chod nad překážkou, obrat ve čtverci z tyčí
- Zakázané překážky: pneumatiky, živá zvířata, zvířecí kůže, plastové trubky, skoky přes překážky, plameny apod.

#### Western horsemanship
Posuzuje se jezdcova schopnost provádět v souladu se svým koněm sestavu manévrů, kterou určí rozhodčí minimálně hodinu před zahájením disciplíny. Úloha má být prováděna přesně, s korektní polohou těla jezdce. Všichni soutěžící musí na začátku vjet do kolbiště a poté pracovat individuálně, nebo každý soutěžící může pracovat samostatně již od vstupu do kolbiště. Součástí disciplíny může být Western Pleasure (pro všechny účastníky nebo jen finalisty). V disciplíně western horsemanship se hodnotí vzhled a sed jezdce, vzhled koně a výkon.

#### Showmanship at halter
Posuzuje se schopnost soutěžícího předvést koně na ohlávce. Kůň je zde pouze rekvizita, na které je demonstrována schopnost a připravenost soutěžícího. Úlohu určuje rozhodčí minimálně hodinu před začátkem disciplíny. Všichni soutěžící mohou vstoupit do arény najednou nebo každý zvlášť; každá dvojice je však posuzována jednotlivě. Během disciplíny musí rozhodčí nechat postavit koně pro posouzení.

#### Western riding
Kůň je hodnocen za kvalitu chodu, přeskoků ve cvalu, reakci na jezdce, chování a dispozice. Každá dvojice soutěží samostatně. Rozhodčí vybere jednu ze čtyř úloh uvedených v pravidlech
Úlohy obsahují: krok, klus, cval, přechod přes kavaletu, přeskoky ve cvalu, couvání.

#### Superhorse
Disciplína je kombinací Trail, Western Riding, Western Pleasure a Reining. Jednotlivé části se řídí pravidly pro danou disciplínu. Mohou se účastnit pouze koně čtyřletí a starší na páce s jednoručním vedením. V pravidlech jsou uvedeny dvě možné úlohy – každá obsahuje následující prvky: branka, couvání, sidepass, skok 50 cm, přeskoky ve cvalu, prodloužený klus, kruhy, spiny, sliding stop.

### Rychlostní disciplíny

#### Barrel race
Vítězem disciplíny je dvojice, která v nejrychlejším čase projede předepsanou dráhu (v tomto případě vymezenou třemi barely tvořícími rovnoramenný trojúhelník, kolem každého barelu musí uzavřít plnou smyčku). Jsou možné pouze dva kurzy k projetí kolem sudů (předepsané v pravidlech), letmý start je povolen. Za převržení barelu soutěžící získá pět trestných sekund, každá dvojice soutěží samostatně.

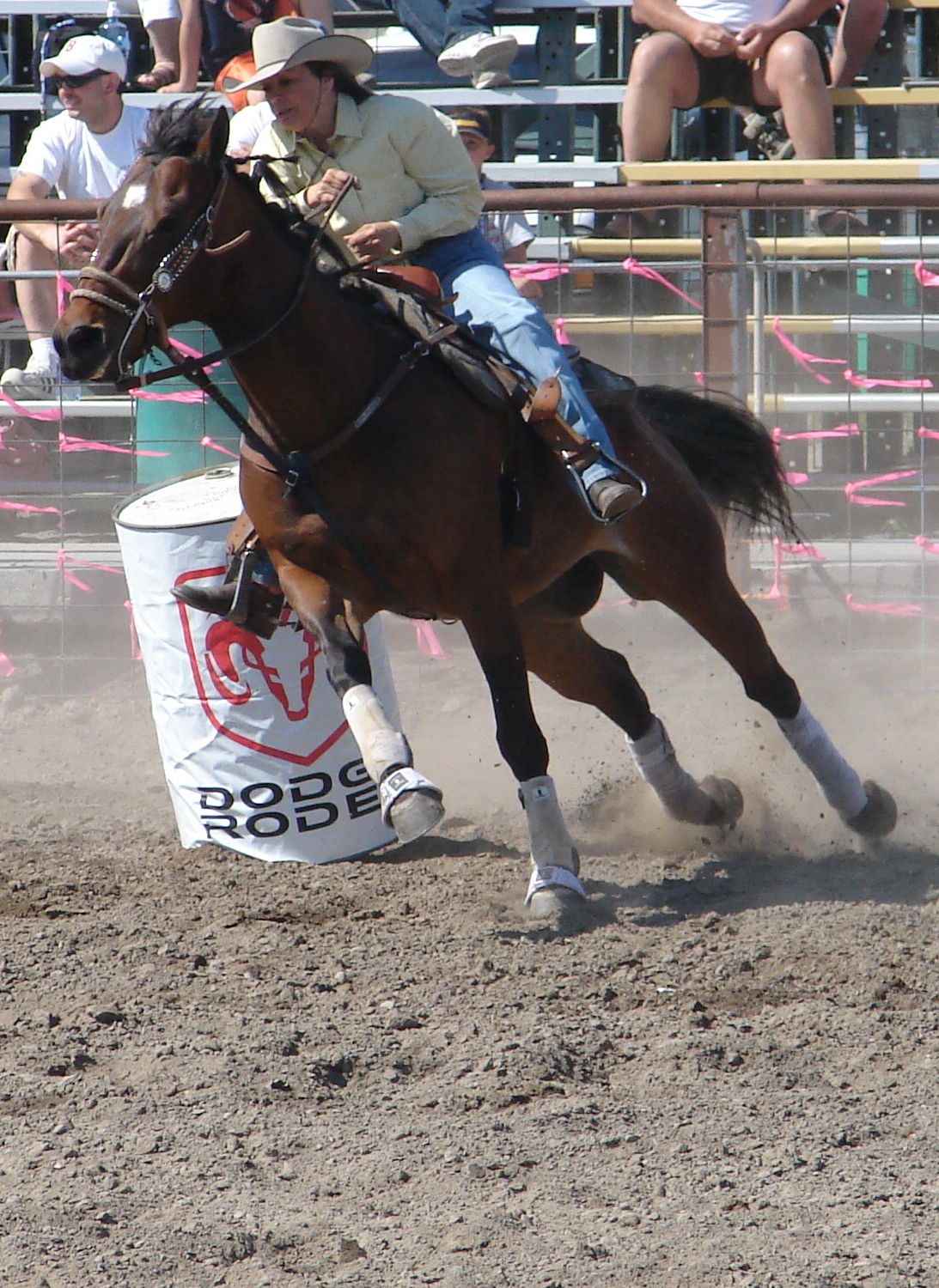
rychlostní disciplína barell race

#### Pole bending
Vítězem disciplíny je dvojice, která v nejrychlejším čase projede předepsanou dráhu (v tomto případě vymezenou šesti tyčemi). Letmý start je povolen. Každá dvojice soutěží samostatně. Trať tvoří šest tyčí v řadě za sebou a v předepsané vzdálenosti, soutěžící může začínat z pravé nebo levé strany a pokračovat předepsaným způsobem (dle pravidel) – rovně podél tyčí až k poslední, poslední tyč objet, slalom mezi tyčemi, první tyč objet, slalom mezi tyčemi, poslední tyč objet a rovně podél tyčí do cíle. Za poražení tyče se započítává pět trestných sekund.

#### Speed race
Závod na čas, letmý start je povolen. Trať tvoří dva barely a čtyři tyče. Jedná se kombinaci rychlostních disciplín Barrel Race a Pole Bending.

#### Stake race
Soutěž pro kategorii mládeže – 13 let a mladších. Letmý start je povolen. Trať tvoří dva kůly, mezi nimiž je pomyslná startovací čára, úkolem jezdce je projet co nejrychleji předepsanou trať ve tvaru osmičky kolem kůlů.

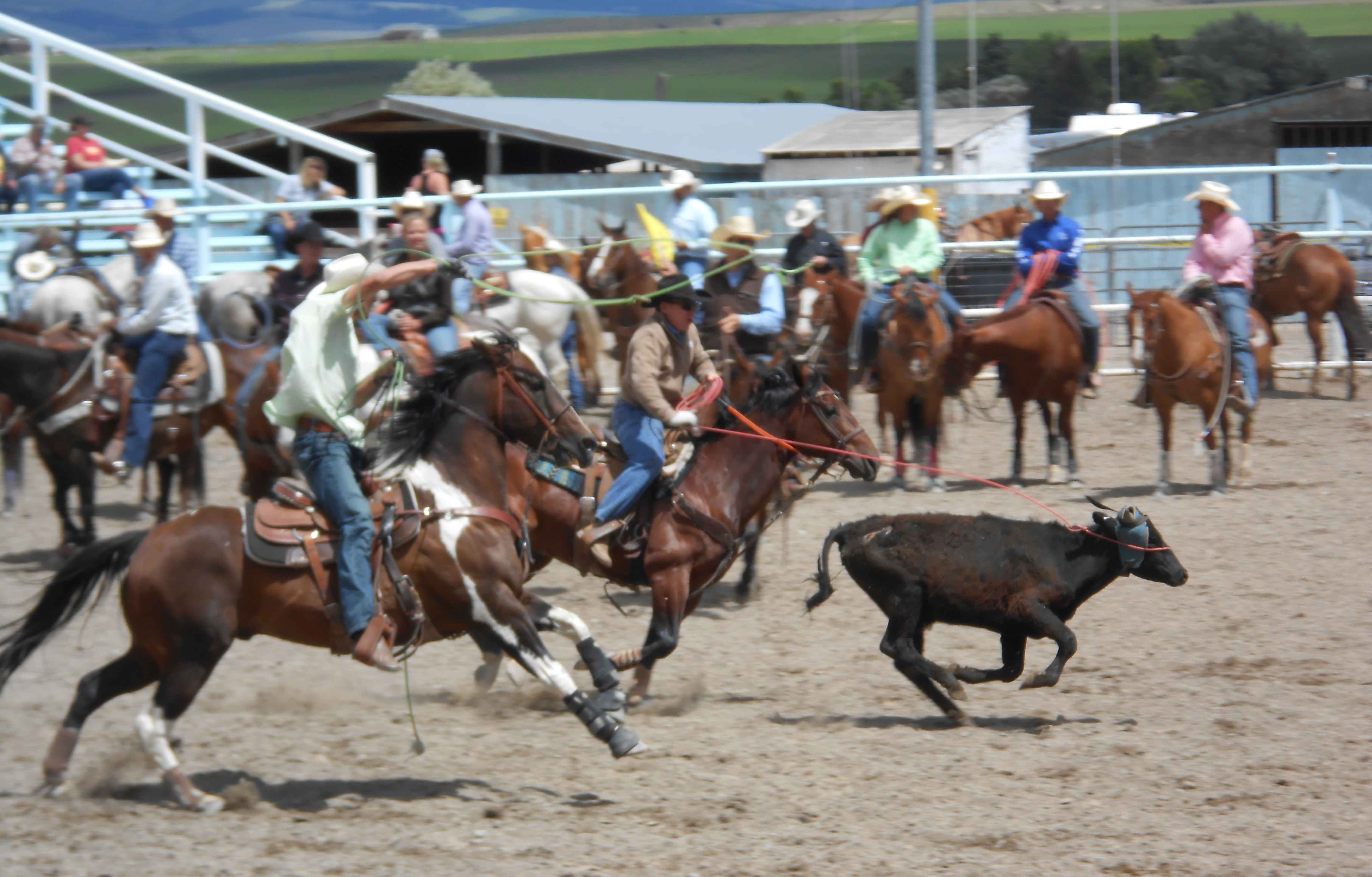
ukázka týmové dobytkářské soutěže

### Pracovní (dobytkářské) disciplíny

#### Working cow horse
Disciplína má dvě části – Cow Work a Reining. Pro hodnocení je nejdůležitější, zda má kůň po celou dobu tele pod kontrolou, ukazuje cit pro dobytče a schopnost provést práci bez přehnaných pobídek otěží a ostruh, kůň pracuje pouze s jedním kusem dobytka. V první části musí dobytče udržet na jednom místě, hnát ho po dlouhé stěně, uzavřít velký kruh (na obě ruce). V druhé části je vybrána jedna z osmi úloh vypsaných v pravidlech.

#### Cutting
Součástí je celé stádo dobytka, ze kterého soutěžící dvojice musí vybrat jeden kus a zabránit mu v návratu do stáda. Každý účastník má 2,5 minuty na vstup do stáda, oddělení telete a zabránění mu v návratu. Kůň by měl pracovat sám, za výrazné pobídky je jezdec penalizován.

#### Team penning
Tříčlenné týmy musí oddělit od stáda a zahnat do malé ohrady tři dobytčata označená stejným číslem či obojkem. Vítězí rychlejší tým s větším počtem dobytčat v ohradě. Časový limit je 60, 75 nebo 90 sekund.

#### Ranch sorting
Dvojčlenný tým přehání desetihlavé stádo z jedné části ohrady do druhé, úkolem je vytřídit největší počet telat ve správném pořadí a v nejkratším čase. Časový limit je 60, 75 nebo 90 sekund.

### Lasařské disciplíny

#### Team roping
Je nejpopulárnější americkou lasařskou disciplínou. Jezdí se vždy ve dvoučlenném týmu. Ten je složen z tzv. "Hlavaře" (jezdce, který zalasovává rohy, či krk telete) a "nohaře" (jezdce který zalasovává nohy telete). Disciplína se jezdí na čas. Jezdci mohou dostat trestné vteřiny za předčasné vyjetí ze startovacího boxu, či za chycení pouze jedné nohy telete, na místo dvou.

#### Breakaway roping
Úkolem jezdce startujícího z boxu je zalasovat rohy, nebo hlavu telete, poté zastavit koně a nechat speciální hondu na lase, která se k tomuto účelu používá, vycvaknout. Případně "vycvakává" konec lasa speciálně přivázaný na sedle.

#### Tie-down roping
Soutěží vždy jeden jezdec. Vyjíždí ze startovací boxu a chytá krk telete. Kůň tele zastaví a jezdec musí z koně sesednout, doběhnout k teleti a zavázat laso okolo třech jeho nohou. Disciplína se jezdí na čas a nejlepší jezdci na světě jezdí časy okolo třech vteřin.

#### Steer stopping
Úkolem jezdce startujícího z boxu je zalasovat rohy, nebo hlavu telete a zastavit ho.

## Vybavení
- Westernová uzda Holá uzda (bez stíhla) s pákovým udidlem, které může být rovné nebo s ohbím pro jazyk, či se lžičkou a mosazným kolečkem. Může mít nátylník nebo zavěšení na jedno či obě uši (ear head). Má připnuté jednoduché rozdělené otěže nebo otěže spojené a pokračující romalem.

- Westernová sedla – Sedlo kozlíkové konstrukce přizpůsobené na práci s dobytkem. Jeho hlavní charakteristikou je tzv. hruška (horn), která slouží na upnutí hlavního pracovního nástroje kovboje – lasa. Podle převažující práce či stylu ježdění na které se sedlo používá, jsou potom upraveny jeho ostatní části. K charakteristickým prvkům, jimiž se odlišuje od ostatních sedel patří tzv. swel – zesílená přední část kolem přední rozsochy (forku a gulletu), která je jakousi reminiscencí na bandalíry v občanské válce a slouží jako opora sedu při náhlém zastavení koně. Potom jsou to kožené chrániče holení jezdce tzv. fendre. Na westernových sedlech bývá vyšší zadní opěrka než na jiných typech sedel, která se nazývá kentl. Výškou hornu, forku a kentlu se liší od sebe sedla cuttingová od roppingových. Cuttingová sedla (sedla používaná na třídění dobytka) mají vyšší horn a vyšší cantle. Také mají delší a více vpředu umístěné třmenové řemeny. Ropingová sedla (sedla používaná zejména na chytání dobytka do lasa) naproti tomu mají nižší horn a nižší kentl, protože kovboj po odchycení telete musí rychle sesednout z koně, aby tele spoutal. Rančová sedla nebo sedla pracovní se neliší od předešlých tvarem, ale mohutností a pevností. Kromě toho se ještě zhotovují sedlá na reining (westernovou drezuru), která jsou lehká s posedlím umístěným více vpředu a tzv. show sedla, která jsou bohatě zdobena a používají se též na soutěže.

## Jezdecké oblečení
Reminiscence na zlatý věk kovbojů patřičně zformována westernovou filmovou kulturou. K tomuto stylu patří kovbojský klobouk se širokou střechou (stetson), džínsy, košile s límcem a dlouhými rukávy, polovysoké špičaté kovbojské holínky s vysokým opatkem, kolečkové ostruhy. Mohou být i čapsy, dlouhý plášť proti prachu, šátek a rukavice, které mohou být tmavší než košile. Dnešní show westernové oblečení se podstatně liší od praktického kovbojského oblečení v době jeho vzniku a je více méně jenom jeho symbolem.
Dnes se výrazně show oblečení liší hlavně bohatě zdobenými ornamenty a blýskavými aplikacemi. Na každou z disciplín je zvykem používat jiný typ show košil (halenek), např. na:
Pleasure – bývají halenky velmi zdobné a mohou mít např. aplikace z peří, třásní, korálků a všemožných ozdob.
Western Horsemanship – Halenky bývají spíše střídmě zdobené a jen v horní části těla.
Trail – Oblečení je velmi individuální, může být jak zdobené např. jako na W.Horsemanship, ale v poslední době se volí i varianta obyčejné košile. Třeba jen s barevnýma Chapsama.
Western Riding – Je zvykem mít spíše zdobnější show halenky např. jako na pleasure.